# Richard Rogers
Pour les articles homonymes, voir Richard Rogers (homonymie) et Rogers.
Ne doit pas être confondu avec le compositeur et scénariste américain Richard Rodgers.
Richard George Rogers, baron Rogers of Riverside, né le 23 juillet 1933 à Florence et mort le 18 décembre 2021 à Londres, est un architecte italien naturalisé britannique,,, lauréat en 2007 du prix Pritzker.

## Biographie
Richard Rogers est né le 23 juillet 1933 à Florence de parents d'origine britannique : son père, William Nino Rogers, est alors étudiant en médecine, petit-fils d'un dentiste anglais installé en Italie. Sa mère est une ancienne élève du romancier et poète irlandais James Joyce. En 1938, avec les menaces de guerre en Europe, toute la famille retourne en Angleterre et Richard Rogers entre à l'école secondaire publique mais sans grands résultats car il est atteint d'une dyslexie non diagnostiquée,. Il suit l'enseignement de l’Architectural Association School à Londres, avant d'achever ses études à l'université Yale en 1962. À Yale, il rencontre Norman Foster, et de retour en Angleterre, ils fondent l'agence d'architecture Team 4 (« équipe 4 ») avec leurs épouses respectives Su Rogers et Wendy Cheesman. Ils gagnent alors rapidement une réputation de conception architecturale industrielle « de haute technologie ».
En 1971, Richard Rogers, Renzo Piano et Gianfranco Franchini gagnent le concours pour le Centre national d'art et de culture Georges-Pompidou de Paris. Cette construction a établi le style caractéristique de Rogers dans lequel la plupart des réseaux techniques du bâtiment (l'eau, conduits de chauffage, escaliers, ascenseurs) sont rejetés sur la périphérie pour laisser des espaces internes non encombrés, avec des poutres d'une seule portée fabriquées en Allemagne. Ces « plateaux » sont ainsi totalement libres.
Le Royal Institute of British Architects lui décerne sa médaille d'or en 1985. La reine Élisabeth II l'anoblit en 1991 et, en 1996, il est créé baron Rogers of Riverside et siège à la Chambre des lords. En 2000, l'association artistique japonaise lui décerne le Praemium Imperiale. En 2006, la dixième Mostra Internazionale di Architettura de la Biennale de Venise lui consacre son Lion d'or pour l'ensemble de son œuvre, la même année, il reçoit également le prix Stirling pour la réalisation de l'aéroport de Madrid-Barajas. En 2007, il reçoit la plus haute distinction pour un architecte, le prix Pritzker.

### Influences
Les professeurs dont Rogers a suivi les cours à l'Université Yale constituent une influence directe sur son travail et sur l'élaboration de son style personnel. Paul Rudolph, en ce qu'il était un architecte phare du modernisme américain, poussa Rogers (aux côtés de Norman Foster) à repenser un modernisme alors fortement critiqué pour se diriger vers le mouvement high-tech, un mouvement qui s'illustre par d'importantes structures de verre et d'acier. C'est James Stirling, lui aussi professeur, qui incarna auprès des architectes de la génération de Rogers cette remise en question des principes théoriques du modernisme. Serge Chermayeff, lui empreint de l'architecture est-européenne et de constructivisme russe transmit à Rogers l'aspect éternellement fonctionnaliste de ses constructions.
Au-delà de l'enseignement reçu, des références architecturales diverses suivies par Rogers lui ont permis d'enrichir ses modes de pensées et méthodes de travail. Frank Lloyd Wright et Ludwig Mies van der Rohe, tous deux fondateurs de l'architecture moderne, ont légué à Rogers sa vision « naturelle » et sa comparaison du bâtiment à l'organisme vivant pour le premier ; son goût pour l'urbanisme et pour le style international pour le second. Louis Kahn représente davantage le côté social du travail de Rogers (Palais de justice de Bordeaux, Cour européenne des droits de l'homme, logements de haute qualité environnementale d'Oxley Park…). Rodgers est maintenant considéré comme un pionnier de l'architecture high-tech.

### Principes de référence
On compte trois grands principes qui tiennent lieu de références à Rogers :
- l'architecture moderne : comme dit précédemment, elle constitue une réelle base au sein de l'architecture développée par Rogers ;
- le style international : issu d'un mouvement moderne influencé par les architectes du Bauhaus arrivés aux États-Unis dans leur fuite du nazisme, il prône une rupture totale avec les traditions (aucun aspect décoratif, surfaces lisses, alliance industrielle verre/béton)
- le mouvement high-tech et le fonctionnalisme : réponse à un certain "historicisme" du mouvement postmoderniste, Rogers incarne un des pionniers de ce mouvement. Les éléments fonctionnels et structurels sont mis en valeur, ainsi "la forme suit la fonction". Selon Rogers, la beauté est "inhérente à une structure bien pensée" [8].

## Grandes lignes de l'architecture de Richard Rogers
Une notion chère à Rogers est celle de la pluridisciplinarité de ses équipes. Dès ses débuts, il s'entoure d'une "Design Community", notion qui le suit depuis lors : ce fut tout d'abord la « Team 4 », puis la « Richard Rogers partnership » et enfin la « Rogers Stirk Harbout & partners ». Ces « partnerships » (partenariats) sont composés essentiellement d'architectes (Laurie Abott, John Young...) et d'ingénieurs (Peter Rice ingénieur structures, Tom Baker thermicien...). De plus, fidèle à cette philosophie de partage des idées, il n'hésite pas à glaner les conseils auprès d'intervenants extérieurs.
On peut facilement dégager les principes de base du travail de Rogers en suivant les thèmes de l'exposition « Richard Rogers + architectes » au Centre Pompidou (novembre 2007 - mars 2008) :
- la lisibilité : une lisibilité totale de la construction qui est pensée comme une machine performante mise à nu. Les formes des bâtiments sont étudiées de façon à exprimer clairement les activités qui s'y déroulent. Le Lloyd’s Building à Londres en est une bonne illustration : marché d'assurances composé de « syndicates » indépendants, le bâtiment central relié à ses satellites exprime parfaitement son dynamisme, sa flexibilité et son unité « dans la diversité ».
- la transparence : actrice de la lisibilité par sa transparence, elle est indispensable à Richard Rogers. Les espaces, entièrement transparents de l'immeuble de la Channel 4, contribuent à l'inclusion du bâtiment au sein du milieu urbain (jeu de reflets par exemple) et symbolisent aussi la communication avec la population entretenue par une chaîne du service public.
- le rapport à la personne, l'espace public : Richard Rogers s'est toujours attaché à relier ses constructions non seulement à leurs milieux urbains, mais aussi aux activités sociales périphériques et à la vie au sein des espaces publics. Prenons le Centre Pompidou et sa « piazza » qui encourage rencontres et « diversité sociale », spectacles, animations...
- l'environnement : le partenariat a mis au centre de ses préoccupations la question écologique. La protection de l'environnement passe par des systèmes de récupération des eaux, de production d'énergies renouvelables (solaire par exemple), par l'installation d'une ventilation naturelle et de chaudières biomasse. L'école de la magistrature qui jouxte le Palais de Justice de Bordeaux incarne parfaitement bien ses principes : utilisation du bois et de la lumière naturelle, ventilation naturelle... Soulignons aussi que l'utilisation du bois ne constitue pas seulement symbole « naïf » de la nature, mais aussi un attachement à la région : en effet pour ce projet les équipes ont étroitement collaboré avec les savoir-faire locaux (« penser global/agir local ») ; les "cônes" abritant les sales d'audience étant le fait d'artisans tonneliers.
- l'urbanisme : dans la théorie comme dans la pratique, Richard Rogers est profondément « urbaniste ». Le projet « London as it could be » lui a donné toute la possibilité de mettre en œuvre tout son intérêt pour l'organisation du milieu urbain. Notons que pour ce projet, l'agence a favorisé et revalorisé les espaces publics et sociaux.
- la légèreté : c'est avant tout la pluridisciplinarité de l'équipe de Rogers qui a permis à l'architecte de s'étendre au domaine de la « légèreté » (dômes géodésiques par exemple). Structures suspendues et couvertures flottantes ont été utilisées dans la construction de l'usine de Fleetguard (1979-1981). Plus récemment, le dôme Millenium (1996-1999) a nécessité autant de prouesses techniques que de connaissances architecturales : des mâts en acier soutiennent une enveloppe de 100 000 m2.

## Principales réalisations
Entre 1968 et 1970, avec sa femme, il conçoit la 22 Parkside, sa résidence, classé Monument de Grade II à Wimbledon en Angleterre.
Le bâtiment qui le rend célèbre, conçu avec Renzo Piano, est le Centre national d'art et de culture Georges-Pompidou à Paris, construit entre 1972 et 1977. Peu après, construit entre 1979 et 1984, le Lloyd’s Building à Londres est le siège de la Lloyd's of London.
Dans les années 1990, il achève l'Institut de recherche et coordination acoustique/musique (1990, en collaboration avec Renzo Piano), le Reuters Data Centre de Londres (1992), la Cour européenne des droits de l'homme à Strasbourg (1994), le Palais de justice de Bordeaux (1997), et, pour finir le millénaire, en 1999, le Dôme du Millénaire à Londres.

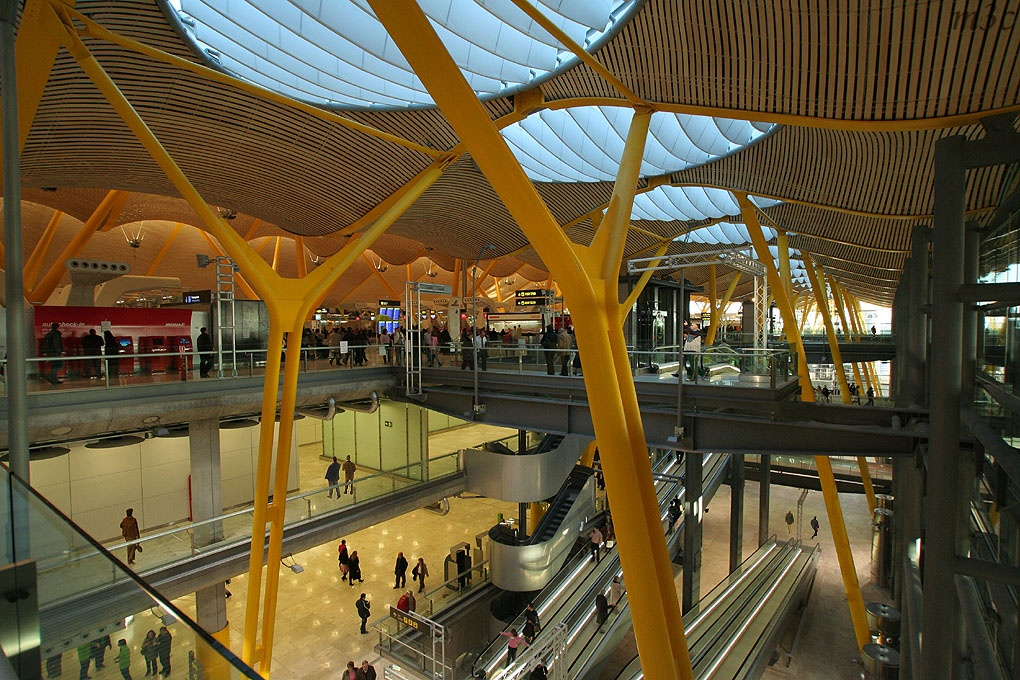
Étage supérieur du terminal 4 de l'aéroport international de Madrid-Barajas, destiné aux enregistrements. L'étage inférieur est destiné aux arrivées.

L'achèvement du Senedd, nouveau bâtiment de l'Assemblée nationale du pays de Galles à Cardiff (2003-2006) est mené en parallèle avec la construction du terminal 4 de l'aéroport international de Madrid-Barajas (2005) et celle, achevée en 2006, du Palais de justice d'Anvers. La transformation des Arènes de Barcelone en centre commercial a été livrée en 2009.
Le SBS Broadcasting Centre à Séoul en Corée du sud, construit en 2003
L'Hotel Hesperia Tower à L'Hospitalet de Llobregat près de Barcelone en Espagne, construit en 2006.
De 2008 à 2009, Richard Rogers est à la tête d'une équipe pluridisciplinaire avec laquelle il participe à la consultation sur le Grand-Paris lancée par le président de la République Nicolas Sarkozy et intitulée « Le Grand Pari(s) de l'agglomération parisienne ».
Le 122 Leadenhall, surnommé la « râpe à fromage » en raison de sa forme prismatique, l'un des plus hauts gratte-ciel de Londres.
Sir Rogers conçoit aussi le Three World Trade Center, l'une des tours érigées sur l'emplacement des twin towers du World Trade Center.

### Galerie

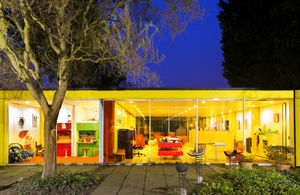
22 Parkside.
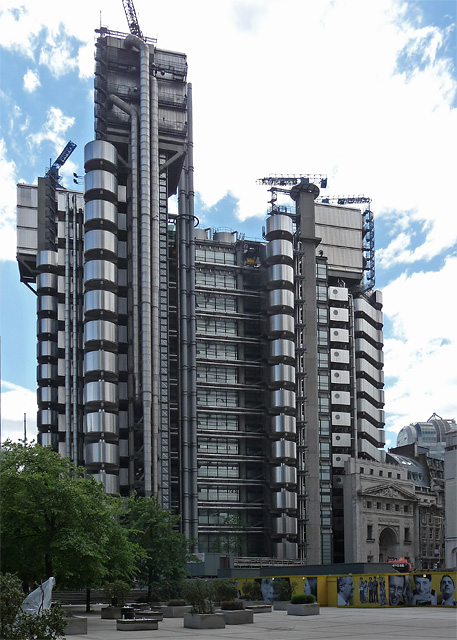
Lloyd's Building à Londres.
Tribunal judiciaire de Bordeaux.
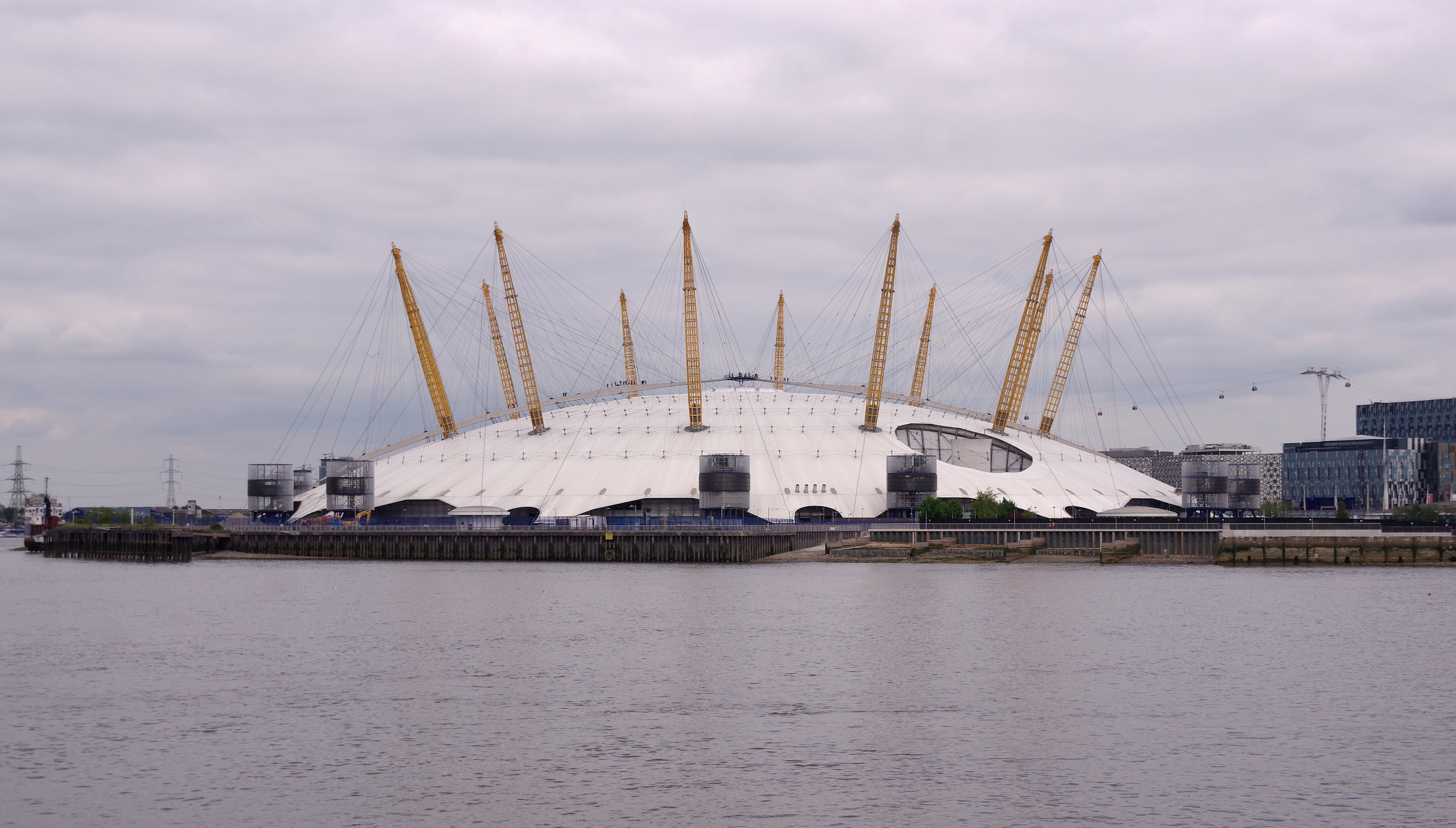
Dôme du Millénaire à Londres.
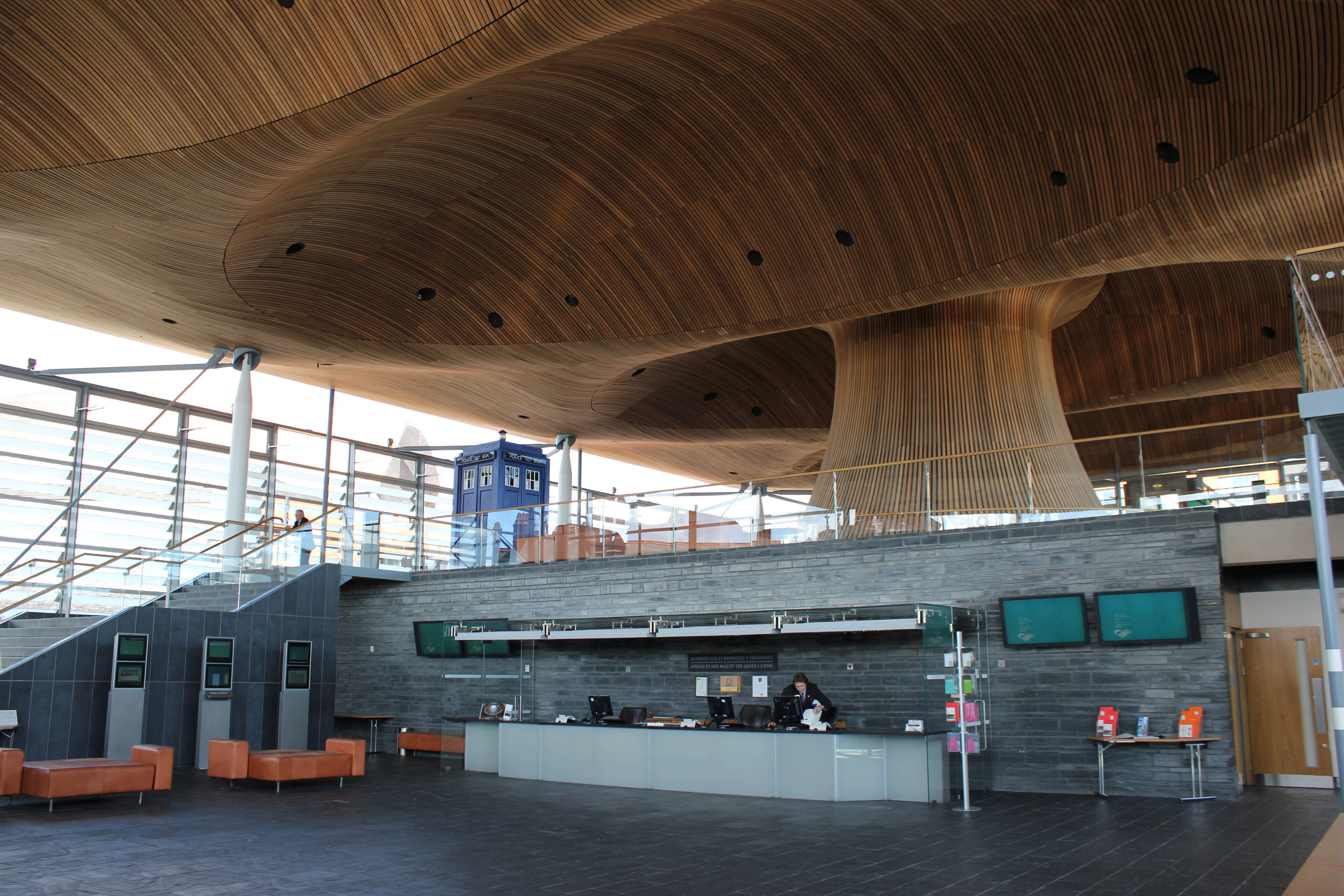
Senedd à Cardiff.
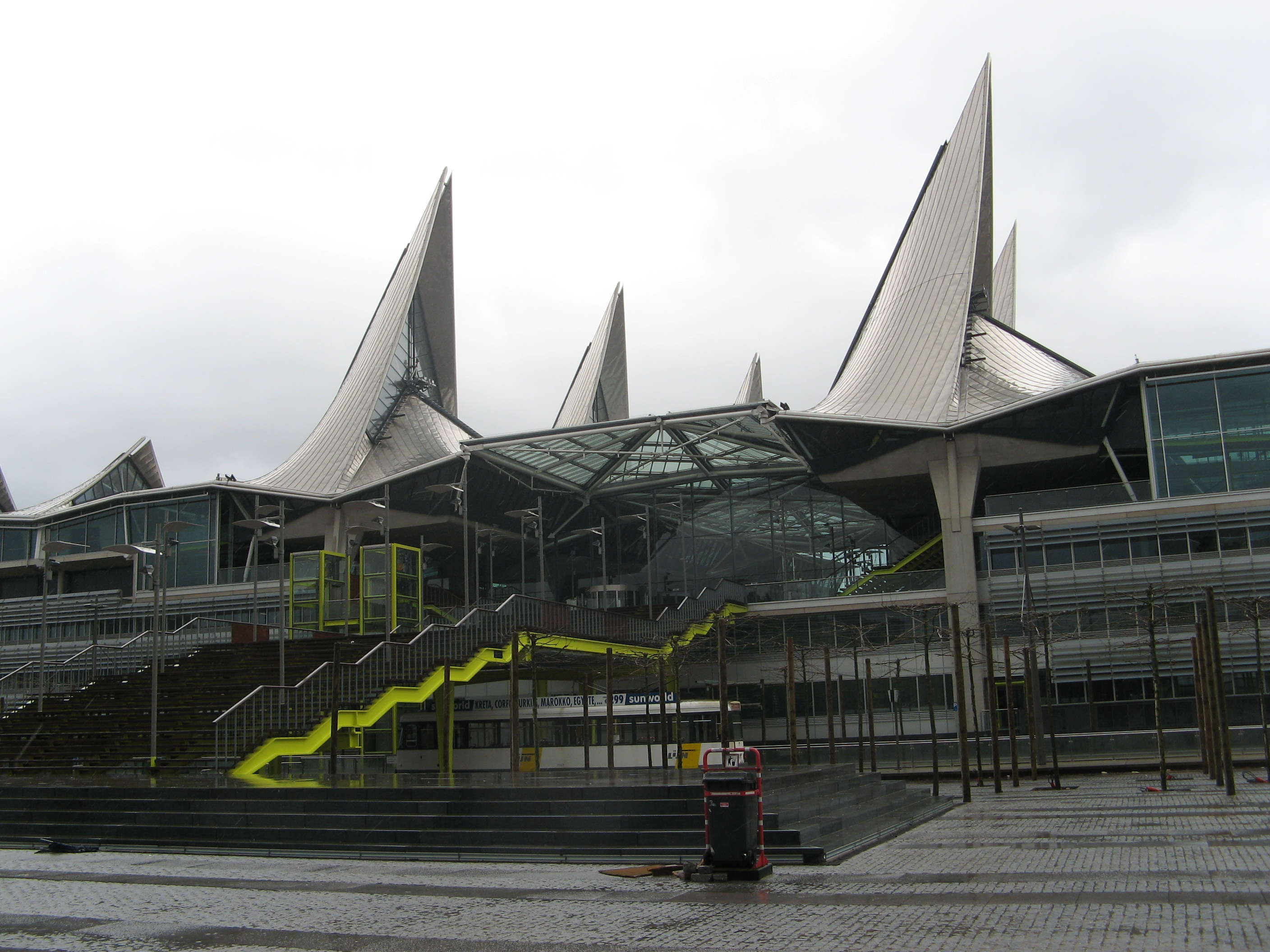
Palais de justice d'Anvers.
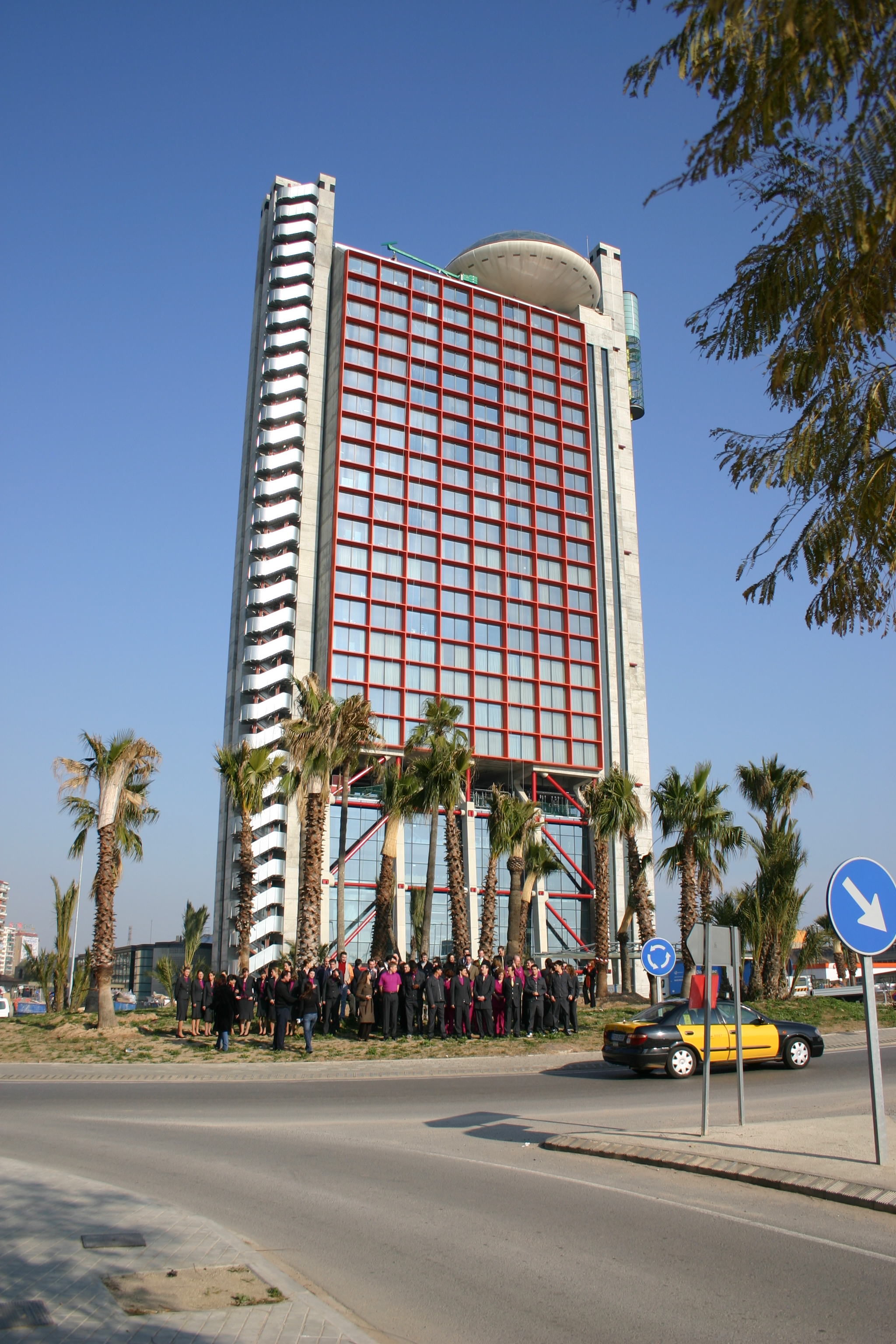
Hotel Hesperia Tower à L'Hospitalet de Llobregat.
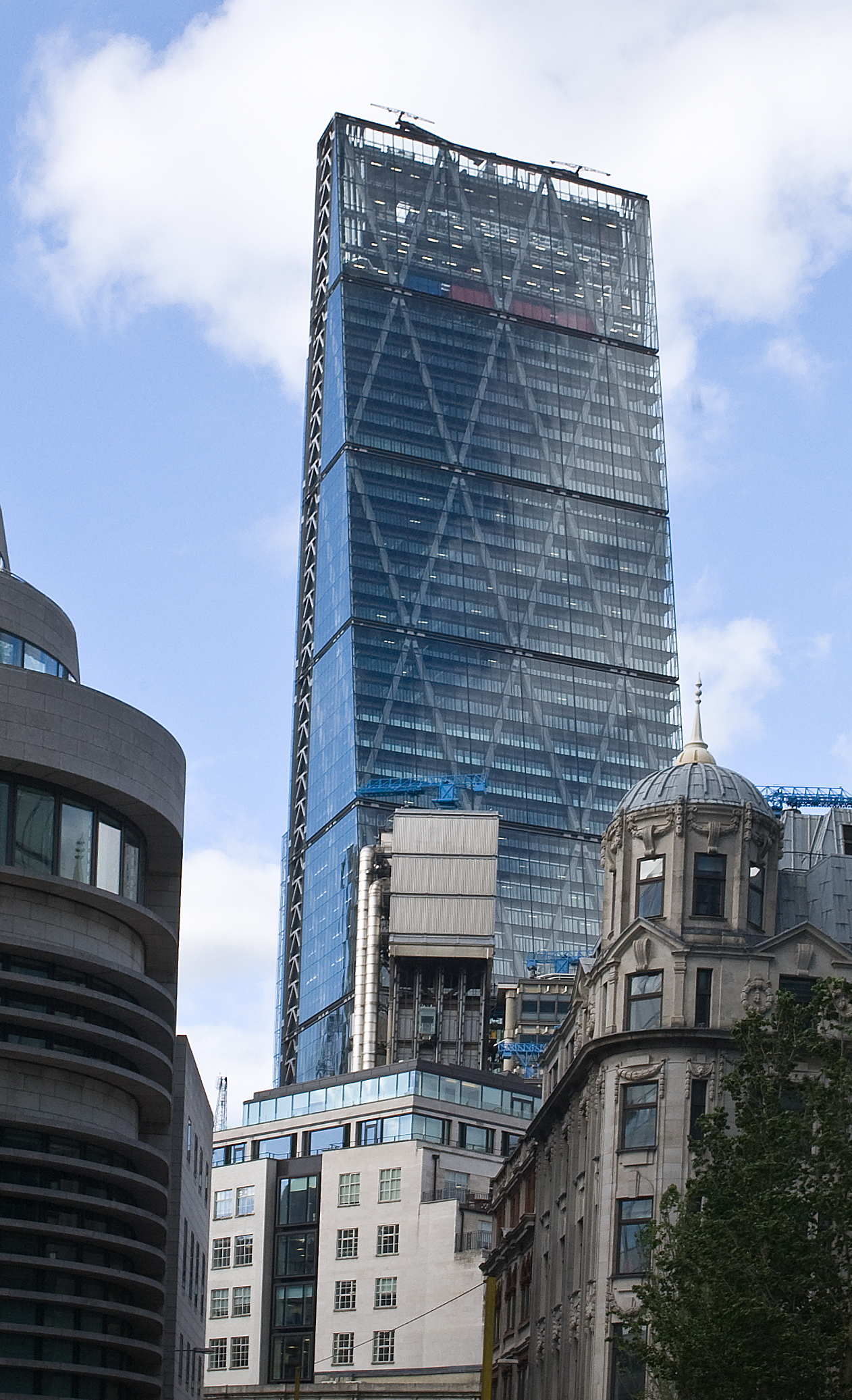
122 Leadenhall à Londres.
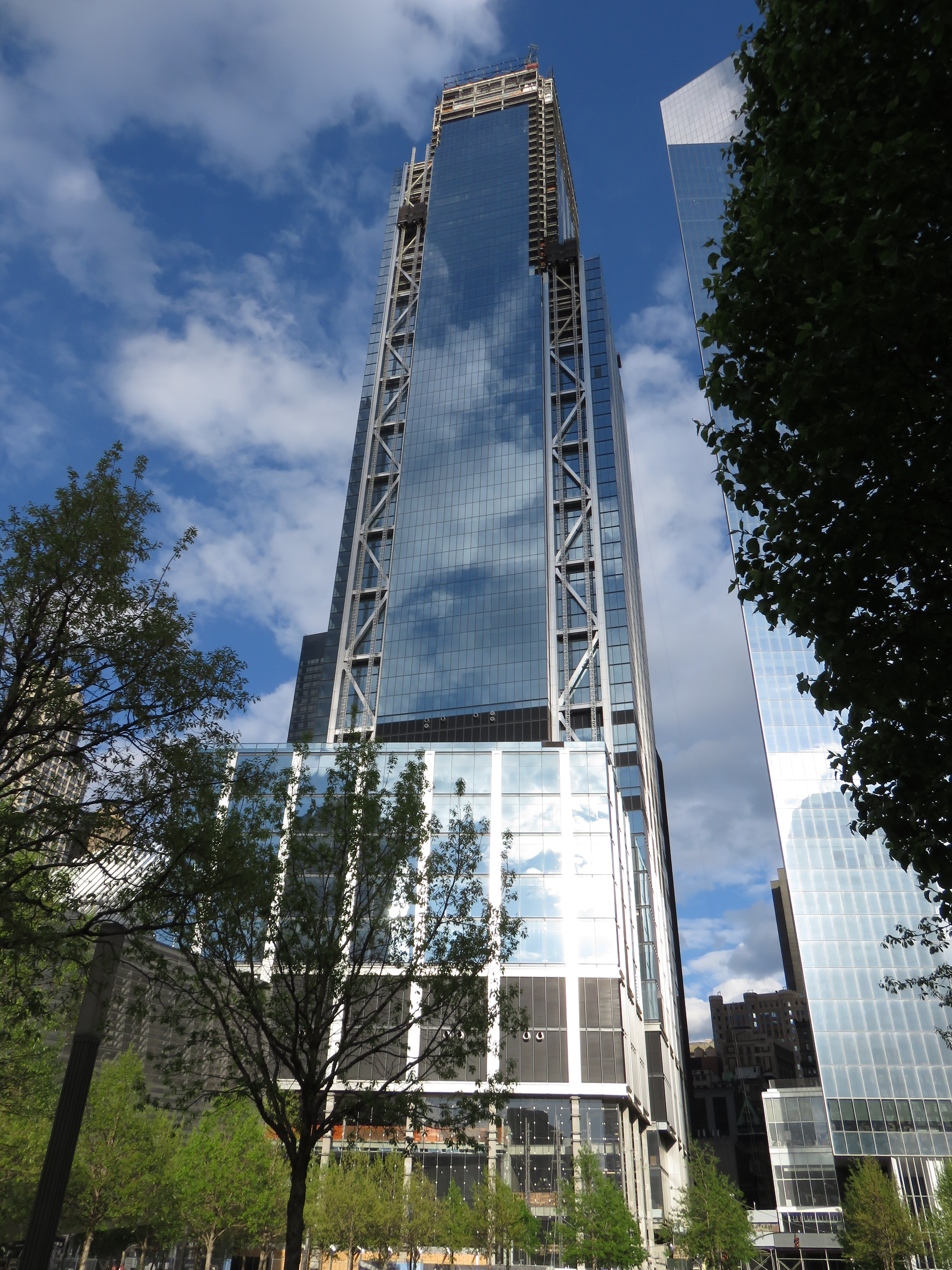
Three World Trade Center à New York.

## Collaborations
Richard Rogers a travaillé avec Renzo Piano  sur le projet du Centre Pompidou.

## Expositions
L'exposition Richard Rogers + Architectes, s'est déroulée au Centre Pompidou à Paris, entre le 21 novembre 2007 et le 3 mars 2008.
La même exposition "Richard Rogers + Arquitectes, de la casa a la ciutat" a été présentée au CaixaForum de Barcelone du 6 mars au 7 juin 2009.

## Distinctions

### Décorations
- Knight Bachelor (1991)
- Membre de l'ordre des compagnons d'honneur (CH - 2008)[10]

### Prix
- Praemium Imperiale (2000)
- Prix Stirling (2006)
- Prix Pritzker (2007)